# Jaimar de Castro Coura
Jaimar de Castro Coura (,  — Timóteo, 4 de junho de 1980) foi um político brasileiro. Filiado ao Movimento Democrático Brasileiro (MDB), elegeu-se prefeito do município de Timóteo em 1966, sucedendo a José Antônio de Araújo e cumprindo o mandato até 1970, ao ser sucedido por Antônio Silva.
Durante seu mandato a administração dos bairros da vila operária e do centro comercial da Acesita (atual Aperam South America), construídos pela empresa para atender a seus funcionários, foi cedida à prefeitura de Timóteo mediante a "Escritura Pública de Reconhecimento de Domínio" datada de 31 de outubro de 1968. Dessa forma, o poder público municipal passou a ter responsabilidade de administrar e fornecer serviços básicos à área mais desenvolvida da cidade, correspondente ao atual Centro-Norte e bairros próximos, região que também é conhecida como "Centro de Acesita". Esse processo fez com que a arrecadação municipal passasse de 102 milhões para 1 bilhão e 200 mil cruzeiros novos entre 1967 e 1970.
O político chegou a ter seu mandato cassado após sofrer denúncia recebida por órgão fiscalizador do Serviço Nacional de Informações (SNI) em Belo Horizonte em agosto de 1970, sendo substituído pelo interventor Carlos Frederico da Silva Castro. No entanto, como as acusações não foram comprovadas, Jaimar foi absolvido. Disputou as eleições municipais de 1972 filiado à Aliança Renovadora Nacional (ARENA), mas o pleito foi vencido por Jésus Martins de Assis. Faleceu em um acidente de trânsito ocorrido no bairro Funcionários, em Timóteo, no dia 4 de junho de 1980. Em sua referência existe uma escola no bairro Limoeiro que foi denominada Escola Estadual Jaimar de Castro Coura mediante a lei nº 10.799 de 8 de julho de 1992.